# Otto I. (Bentheim)
Otto I. von Bentheim-Holland (auch die Zählungen Otto III. und Otto IV. sind vorhanden)  (* um 1145; † um 1208) war von 1166 bis 1208 Graf von Bentheim. 

## Familie
Er stammte aus der Familie der Gerulfinger, der Grafen von Holland. Er war ein Sohn des Grafen Dietrich VI. von Holland und dessen Frau Sophie von Salm-Rheineck. Diese war die Tochter des Pfalzgrafen Otto I. von Salm und war über ihre Mutter Gertrud von Northeim die Erbin der Grafschaft Bentheim.  
Er selbst war in erster Ehe verheiratet mit Alverada von Cuyk-Arnsberg. Diese war Tochter von Graf Heinrich I. von Arnsberg und war Erbin von Malsen. In zweiter Ehe war er mit Alveradis von Cappenberg verheiratet. Er hatte mehrere Nachkommen. Otto wird fälschlich als Bischof von Münster bezeichnet, Ekbert war Graf in Friesland, außerdem Balduin der Tapfere, Graf von Bentheim, und Gertrud, Äbtissin von Metelen.

## Leben
Nach dem Tod Otto II. von Salm (auch als Otto III. von Bentheim bezeichnet) im Streit mit Hermann von Stahleck (1148) wurde er von seinem Großvater zum Grafen von Bentheim vorgesehen. Er herrschte seit 1166 auch über Nordhorn, Neuenhaus, Emlichheim und weitere Gebiete und hatte auch Grafenrechte in Friesland. Als Graf von Bentheim wurde er 1171 erstmals bezeichnet. Er war auch Burggraf von Utrecht und bis zum Verkauf Herr von Gorkum. 
Sein Bruder Florenz von Holland machte ihm 1165 im Bündnis mit dem Bischof von Utrecht das Erbe streitig, ehe er selbst in Streit mit dem Bischof geriet. Kaiser Friedrich I. versuchte 1166 zu vermitteln. Nach dem Tod des Bischofs wurde Balduin von Holland dessen Nachfolger. In der Folge lebten die Brüder in Frieden miteinander. 
Otto soll zeitweise um 1172 von seinem Schwiegervater gefangen genommen worden sein, um ihn zu zwingen auf Erbansprüche zu verzichten. Daraufhin soll er zusammen mit seiner Mutter Sophie auf eine Pilgerreise nach Palästina gegangen sein.
Später kam es zu Übergriffen des dem Bischof von Utrecht unterstellten Burggrafen von Coevorden gegen Bentheimer Kaufleute. Der Bischof versuchte vergeblich dem Einhalt zu gebieten und hat schließlich den Burggrafen seines Amtes enthoben. Dieser reagierte darauf, indem er die Groninger und die Bewohner der Drenthe um 1196 gegen den Bischof und Otto von Bentheim zum Aufstand ermunterte. Otto wurde in der Schlacht bei Roccloh besiegt. Der Streit weitete sich aus, nachdem der Graf von Geldern sich ebenfalls einschaltete. Erst die Erzbischöfe Konrad von Mainz und Philipp von Köln konnten durch eine Reise nach Deventer den Konflikt schlichten.
Otto war eng mit Heinrich dem Löwen verbunden und hielt sich aus dem Kampf Friedrichs I. gegen diesen heraus. Er zog zusammen mit seinem Bruder Florenz und anderen auf dem Kreuzzug Friedrichs I. ins Heilige Land, kehrte aber nach dem Tod des Kaisers in die Heimat zurück.